# بیمارستان علی اصغر

## تاریخچه
بیمارستان کودکان حضرت علی‌اصغر (ع)، در سال ۱۳۴۳ با عنوان شهرآزاد راه‌اندازی شد. بیمارستان در زمینی به مساحت ۵۱۳۰ مترمربع و زیربنای ۸۵۰۰ متر مربع احداث شد و مدیریت آن با خانم نیّره شیوا بود که با جذب نیکوکاران، هزینه‌های بیمارستان را تأمین می‌کرد. کم‌کم پزشکان معتبر کشور مانند ،احمد مشعوف فوق‌تخصص کلیه کودکان، شکرالله یوسفی پاتولوژیست، عباس خالصی جراح کودکان، دکتر‌ هادی سماعی فوق‌تخصص نوزادان و پروانه وثوق فوق‌تخصص خون و سرطان کودکان جذب بیمارستان شدند.
پس از پیروزی انقلاب اسلامی، بیمارستان به نام حضرت علی‌اصغر تغییر نام یافت و تحت پوشش سازمان منطقه‌ای بهداری استان تهران درآمد و‌ به‌صورت یک بیمارستان دولتی فعالیت خود را ادامه داد. در این سال‌ها، بیمارستان توسط شکرالله یوسفی و سپس امان‌الله احسانی متخصص کودکان اداره شد.
در سال ۱۳۶۵تحت پوشش دانشگاه علوم پزشکی ایران قرار گرفت و دانشجویان پزشکی، انترن‌ها و دستیاران برای سپری کردن دوره‌های آموزشی مربوطه به این مرکز معرفی شدند. در سال ۱۳۷۱، در رشته‌های فوق تخصصی نوزادان، جراحی کودکان، خون و سرطان کودکان، غدد کودکان و کلیه کودکان بخش‌های آموزشی به تربیت دستیاران فوق تخصصی در این رشته‌ها پرداختند و کمک اساسی به استان‌های مختلف کشور شد، به نحوی که در حال حاضر در اغلب استان‌های کشور فارغ التحصیلان این مرکز به عنوان متخصص یا فوق تخصص، مشغول ارائه خدمت هستند.
در سال ۱۳۷۵ بخش‌های گوارش کودکان، اعصاب کودکان، دندان‌پزشکی کودکان و دیالیز به بخش‌های موجود اضافه شد. تأسیس خوابگاه وسیع دستیاران و انترن‌ها از اقدامات این دوران بود. در سال‌ ۱۳۸۳، سید جواد نصیری فوق تخصص جراحی کودکان، ریاست بیمارستان را به عهده گرفتند. در دوران ریاست ایشان بخش‌های  PICU و ‌NICU توسعه یافت و بخش‌ روانپزشکی آغاز  به کار نمود. در این دوره، بنیاد خیریه کامرانی با در اختیار گذاشتن یک طبقه از ساختمان گامانایف، امکان انتقال کلیه درمانگاه‌های فوق تخصصی را به یک محل مناسب و استاندارد فراهم کرد. همچنین با تلاشی همگانی، فضاهای فیزیکی اتاق عمل، بخش خون، بخش جراحی و بخش عمومی به طور کامل بازسازی و تجهیز شدند.
از مهر سال ۱۳۹۲ و چند ماه پس از انتزاع دانشگاه علوم پزشکی ایران از علوم پزشکی تهران تاکنون، ریاست بیمارستان را بیاضیان برعهده گرفته‌اند. پاییز سال ۹۲، واحد رادیولوژی نیز با پیگیری‌های مستمر مسئولین و با همت خیرین محترم بازسازی و با دستگاه‌های‌DR ، PACS وCRو CT scanتجهیز گردید. در اواخر سال ۹۲، نوسازی و تجهیز بخش PICU بیمارستان به اتمام رسید و با افزایش ظرفیت به ۲۰ تخت، مورد بهره‌برداری قرار گرفت. در سال ۹۳، بخش اورژانس بیمارستان تخریب شده و براساس استانداردهای موجود بازسازی شد. همچنین، واحد دندان‌پزشکی جدیدی ساخته شد و با افزایش ظرفیت از یک یونیت به سه یونیت دندان‌پزشکی به ارائه خدمت با کیفیت بهتر به مراجعان عزیز پرداخته است.

## بخش های بیمارستان

### بخش های بستری
بخش جنرال/ بخش کلیه و غدد/ بخش عفونی/ بخش جراحی/ بخش خون/ بخش NICU و نوزادان/ بخش روانپزشکی/بخش 

### بخش های کلینیکی بیمارستان کودکان حضرت علی اصغر
درمانگاه فوق تخصصی  غددکودکان - درمانگاه فوق تخصصی نوزادان  - درمانگاه فوق تخصصی  کلیه کودکان ( نفرولوژی ) - درمانگاه فوق تخصصی قلب کودکان - درمانگاه فوق تخصصی  روانپزشکی کودکان - درمانگاه پوست کودکان - درمانگاه داخلی اعصاب کودکان( نورولوژی ) - درمانگاه ارتوپدی کودکان - درمانگاه فوق تخصصی  گوارش کودکان - درمانگاه داخلی کودکان - درمانگاه عفونی کودکان- درماتگاه فوق تخصصی خون کودکان- درمانگاه های تخصصی ایمنولوژی و آلرژی کودکان - دندانپزشکی کودکان - جراحی مغز و اعصاب کودکان - درمانگاه ژنتیک کودکان - درمانگاه جراحی کودکان - واکسیناسیون - داخلی ریه کودکان - درمانگاه گوش و حلق و بینی کودکان-درمانگاه روماتولوژی-طب فیزیکی وتوانبخشی-تغذیه-درمانگاه فوق تخصصی جراحی ENT 

### بخش های پاراکلینیک بیمارستان کودکان حضرت علی اصغر
آزمایشگاه - پاتولوژی - آندوسکوپی - داروخانه - رادیولوژی - سونوگرافی - فیزیوتراپی - اکوکاردیوگرافی - الکتروانسفالوگرافی - کولونوسکوپی - کاردرمانی - الکتروکاردیوگرافی - اندوسکوپی - اسکروتراپی - تست تنفس - مانومتری - ph متری - اکوی جنینی.
اورژانس این مرکز به صورت شبانه روزی دایر میباشد ودر تمامی ساعات شبانه روز یک متخصص طب اورژانس در مرکز مستقر می باشد.همچنین از مشاوره فلوشیپ های مستقر در بخشها جهت تشخیص بهتر استفاده می شود.